# جیمز کومی
جیمز براین کومی جونیور (انگلیسی: James Brien Comey Jr.; /ˈkoʊmi/؛ زادهٔ ۱۴ دسامبر ۱۹۶۰) یک وکیل آمریکایی است که از سال ۲۰۱۳ تا زمان اخراجش در مه ۲۰۱۷، هفتمین اداره‌کنندهٔ اف‌بی‌آی بود. کومی در بیشتر دوران بزرگسالی خود یک جمهوری‌خواه ثبت شده بود. با این حال در سال ۲۰۱۶، او خود را مستقل توصیف کرد.
او در دولت جرج دابلیو بوش قائم مقام دادستان کل ایالات متحده آمریکا بود.
رئیس‌جمهور باراک اوباما در سپتامبر ۲۰۱۳ کومی را به عنوان اداره‌کنندهٔ اف‌بی‌آی منصوب کرد.
در این مقام، او مسئول نظارت بر تحقیقات اف‌بی‌آی در خصوص مجادله ایمیل‌های هیلاری کلینتون بود. نقش او در انتخابات ریاست‌جمهوری ایالات متحده آمریکا (۲۰۱۶)،مخصوصاً در رابطه با ارتباطات عمومی او بسیار مجادله‌برانگیز بود. برخی چون نیت سیلور معتقدند تصمیمات او احتمالاً باعث شده کلینتون انتخابات را ببازد.

## برکناری از ریاست اف بی آی
رییس جمهور دونالد ترامپ ماه مه سال ۲۰۱۷ کومی را از ریاست اف‌بی‌آی برکنار کرد.

## دیدگاه ها
کومی، ترامپ را از نظر اخلاقی فاقد صلاحیت برای پست ریاست‌جمهوری می داند و معتقد است او بسیار دروغگوست.
وی رفتار ترامپ را با مافیا مقایسه کرده و او را فردی بی‌شرم خوانده است.

## آثار
- یک وفاداری بالاتر: حقیقت، دروغ و رهبری[۶]